# Jeongseon
Jeongseon (Hán Việt: Tinh Thiện) là một quận ở đạo (tỉnh) Gang Won, Hàn Quốc. Quận này có diện tích 1220,67 km², dân số năm 2004 là 46.362 người. Đây là quên hương của "Arirang Jeongseon". Đây cũng là quê hương của diễn viên Won Bin (Nguyên Bân) và cầu thủ bóng đá Seol Ki-hyeon (Tiết Kỳ Huyễn).